# Vytautas Petrulis

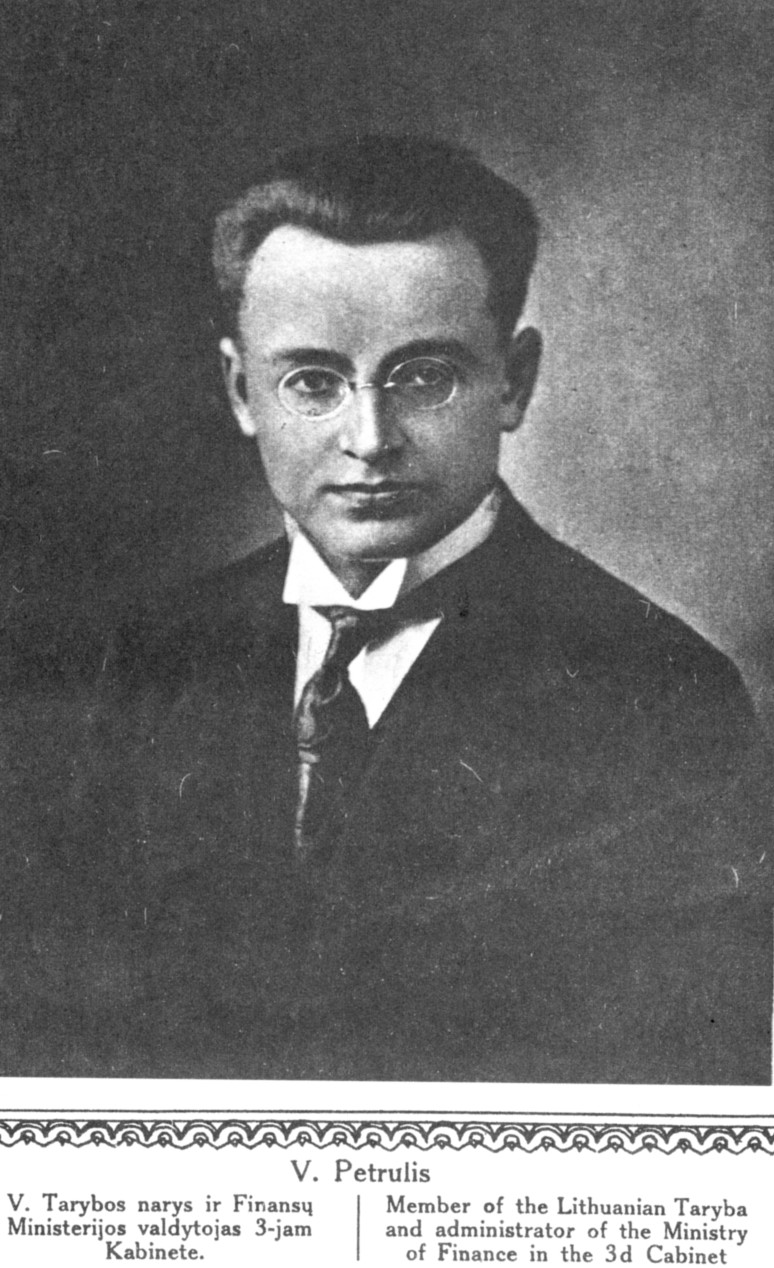
PetrulisVyautas, vor 1922

Vytautas Petrulis (* 3. Februar 1890 in Katelišės, Distrikt Panevėžys; † 1942 in Uchta, Russland) war ein litauischer Politiker und Premierminister.

## Leben

### Finanzminister und Einführung der Landeswährung Litas
Nach der Schulausbildung und dem Studium war er als Buchhalter tätig. 1920 wurde er Gründungsdirektor der Handels- und Industriebank (Prekybos ir pramonės banko) von Klaipėda.
Seine politische Laufbahn begann im Sommer 1918, als für die Litauische Christdemokratische Partei (Lietuvių krikščionių demokratų partija) Mitglied des Litauischen Staatsrates (Lietuvos Valstybės Taryba) wurde. Premierminister Pranas Dovydaitis ernannte ihn am 12. März 1919 zum amtierenden Finanzminister. Dieses Amt übte er allerdings nur bis zum 12. April 1919 aus.
Am 22. August 1922 wurde er von Premierminister Ernestas Galvanauskas zum Minister für Finanzen, Handel und Industrie berufen. Diese Ämter behielt er bis zum 28. Juni 1923. Kurz vor Beginn seiner Amtszeit wurde im Juni 1922 eine eigene nationale Währung eingeführt, der Litas, der die Deutsche Ostmark, die die Deutschen während des Ersten Weltkriegs eingeführt hatten, ersetzte. Dennoch wurde Petrulis oftmals als Vater der Litas bezeichnet.
Im Mai 1923 sowie Mai 1926 wurde er zum Abgeordneten des Parlaments (Seimas) gewählt, wo er als Vorsitzender die der Christdemokratischen Partei nahestehende Lietuvos Ukininku Sajunga vertrat. Am 28. Juni 1923 wurde er von Galvanauskas zum Finanzminister ernannt und behielt dieses Amt auch im nachfolgenden Kabinett Antanas Tumėnas bis zum 4. Februar 1925.

### Premierminister 1925
Am 4. Februar 1925 wurde er als Nachfolger von Tumėnas schließlich selbst zum Premierminister ernannt. Zugleich übernahm er in seiner bis zum 25. September 1925 amtierenden Regierung auch selbst das Amt des Finanzministers. Nachfolger als Premierminister wurde der frühere Erziehungsminister Leonas Bistras. Von September 1925 bis März 1926 war er als Nachfolger von Bistras Präsident des zweiten Seimas.
Im Anschluss daran zog er sich weitgehend aus der Politik zurück. 1937 wurde er schließlich Direktor einer Außenhandelsgesellschaft. Nach der Okkupation Litauens durch die Rote Armee wurde er am 11. Juli 1940 verhaftet. 1942 erfolgte seine Hinrichtung durch Erschießen in der Nähe von Uchta.